# Coryanthes recurvata
Coryanthes recurvata là một loài thực vật có hoa trong họ Lan. Loài này được Archila mô tả khoa học đầu tiên năm 2006.